# 威廉·迪基
威廉·迪基（英語：William Dickey，1874年10月20日—1944年5月13日），美国男子跳水运动员。他曾代表美国参加1904年夏季奥林匹克运动会跳水比赛，获得一枚金牌。他于1944年在佛罗里达州去世。